# My Love (película de 2021)
My Love es una película de drama romántico china de 2021 dirigida y coescrita por Han Tian, basada en la película surcoreana de 2018 On Your Wedding Day. Está protagonizada por Greg Hsu y Zhang Ruonan, junto a un reparto que incluye a Ding Guansen, Yan Zi-dong, Guo Cheng y Wang Shasha.
Cuenta la historia de un primer amor, que abarca quince años entre una pareja (You Yongci y Zhou Xiaoqi) a medida que maduran, de adolescentes a adultos. La película se estrenó en los cines el 30 de abril de 2021, abriendo en primer lugar en la taquilla china.

## Argumento
En el instituto, Zhou Xiaoqi (Greg Hsu) era un estudiante con la especialidad de natación. You Yongci (Zhang Ruonan) era una estudiante trasladada del mismo instituto. A primera vista, Zhou se enamoró de You. Antes de que Zhou expresara sus verdaderos sentimientos, You se fue sin despedirse. Zhou guarda y protege este joven e ignorante amor puro dentro de su corazón durante más de 15 años.

## Reparto
- Greg Hsu como Zhou Xiaoqi
- Zhang Ruonan como You Yongci
- Ding Guansen como Zhang Fang
- Yan Zi-dong como Chang Fan
- Guo Cheng como Chen Chen
- Wang Shasha como Wang Yuke
- Connor Leong como Chen Haoer
- Liu Xun como Sha Yu

## Producción
La fotografía principal comenzó a finales de mayo de 2020, en lugares como Fuzhou, Quanzhou, Xiamen, Zhangzhou en China y terminó el 28 de julio de 2020.

## Estreno
My Love se estrenó en China el 30 de abril de 2021. La película se estrenó en Singapur el 6 de mayo y en Brunéi el 13 de mayo. El estreno en los cines de Norteamérica, Australia y Nueva Zelanda comienza el 7 de mayo.

## Recepción

### Taquilla
My Love recaudó 424 millones de yenes ($65.6 millones) en su fin de semana de estreno en China.